# Kvitfjell Raudfjell Vindkraftverk
Der Windpark Kvitfjell og Raudfjell (norwegisch Kvitfjell og Raudfjell Vindkraftverk), einer der größten Windparks Norwegens, befindet sich auf den beiden Felsplateaus Kvitfjellet und Rødfjellet (Raudfjellet) auf der Insel Kvaløya in der Kommune Tromsø in der Provinz Troms.
Der Windpark mit 67 Windrädern hat eine installierte Leistung von 281,4 MW und wird betrieben von Nordlysvind, einer norwegischen Tochter zweier deutscher Gesellschaften: der Ärzteversorgung Westfalen-Lippe und Siemens Project Ventures.
Vertraglicher Abnehmer der elektrischen Energie ist momentan ausschließlich der Aluminiumhersteller Alcoa Norway AS in Mosjøen für den Betrieb von Aluminiumhütten.

## Planung und Genehmigung
Die Baugenehmigungen für die beiden Teilgebiete Kvitfjell und Raudfjell wurden am 16. Februar 2001 und am 11. Mai 2012 erteilt. Insgesamt decken die Lizenzen 300 MW Windkraft ab, von denen 281,4 MW genutzt werden.
Zunächst war geplant, die Turbinenteile in Buvika südlich des Windparks zu landen. Dies hätte den Bau eines neuen Kais und eines 700 Meter langen Tunnels erfordert, um das Gebiet zu erschließen. Später entschloss man sich, einen bestehenden Kai in Nordfjordbotn und eine bestehende Zufahrtsstraße von Sjøtun zu nutzen, da hierfür weniger neue Infrastruktur errichtet werden musste und so wenig wie möglich in die Umgebung eingegriffen werden musste.

## Bauphase

### Zeitplan
| Zeitraum        | Aktionen |
| --------------- | --- |
| 2017 Oktober    | Baubeginn |
| 2018            | Infrastrukturarbeiten: Zufahrtstraßen, Kräne, Lagerflächen, Turbinenfundamenten, Kabelarbeiten, Netzanschluss |
| 2019 Sommer     | Fertigstellung der Infrastruktur                                                                              |
| 2019 Mai – Aug. | Transport von Turbinenteilen                                                                                  |
| 2019 bis Dez.   | Turbineninstallation und Inbetriebnahme                                                                       |
| 2020 (Anfang)   | letzte Baumaßnahmen und Fertigstellung des Windparks                                                          |

### Transport
Die Turbinenteile und Maschinentransformatoren wurden von Dänemark und anderen Produktionsstandorten per Schiff nach Tromsø transportiert und im Zentralhafen gelagert. Der Transport zum Projektstandort erfolgte per RoRo-Schiff vom Hafen zum Kai in Nordfjordbotn, der für den Transport instand gesetzt und modernisiert worden war.
Anschließend folgten 8 km Straßentransport per LKW auf dem Fv862 nach Sjøtun. Von dort aus musste eine bestehende Straße bis zum Raudfjell durch das Sørfjorddalen und bis zum Windpark ausgebaut werden.
Im Zeitraum von April bis August 2019 wurden an 67 Tagen die Teile zu ihrem Einsatzort transportiert, jeden Tag eine Turbine mit einer Fährfahrt, die anschließend in drei Konvois zu jeweils drei Schwertransportern aufgeteilt wurde. Mit einer maximalen Geschwindigkeit von 20 km/h benötigte jeder Konvoi für eine Fahrt jeweils 30 Minuten.

## Stromnetz
Der Windpark wird mit einem internen Stromnetz mit 33 kV betrieben. Von Tverråsan aus, zwischen den beiden Teilgebieten Kvitfjell und Raudfjell, wird der Strom in das regionale 132-kV-Netz der Troms Kraft Nett AS eingespeist. Für die Netzanbindung der Windparks wurden zwei neue Umspannwerke und eine Schaltstation errichtet. Die Stromleitungen und Transformatorstationen nördlich und südlich von Håkøybotn mussten teilweise verstärkt werden, um die volle Leistung des Windparks aufnehmen zu können.